# Бяга
Бяга е село в Южна България. То се намира в Община Брацигово, област Пазарджик. Има население от 1198 жители.
Нос Бяга на Антарктическия полуостров е наименуван на селото.

## География
Климатът се характеризира с мека зима и прохладно лято. Богатата широколистна растителност е особено живописна през есента, когато листата са обагрени в меки тонове. Отдалечено е на 130 км от София и на 30 км от Пловдив.

## История
То е създадено от бежанци от преди близо 10 века. Интересно е, че училището е на 141 години, което го прави едно от най-старите в България.
Селото се свързва и с местността Бесапара, в която е живяло най-войнственото племе на траките.

## Обществени институции
- Читалище „Никола Йонков Вапцаров-1903 г” . Читалището развива богата културна и социална дейност . Секретар на читалището - Димитрия Ламбрева
- НПО „Млад природозащитник – БЕСАПАРА“ – неправителствена организация, работеща в обществена полза, на 15.09.2009 година реализирала проект, финансиран от ПУДООС, с финансовата подкрепа на който бяха закупени пейки и кошчета за отпадъци. Проектът е изготвен от инж. Петя Георгиева – председател на НПО „Млад природозащитник – БЕСАПАРА“ и реализиран съвместно с кмета на с. Бяга.

## Културни и природни забележителности
- Местностите Хисара, Еленски връх, Ламбова чешма, Самотното борче, Кору чешма, Имата, Исака, Муувските дъбики.

## Редовни събития
Бяжкият празник е през първата седмица от месец юни. Пристигат атракциони, има музика, забавления.

## Личности
- Благой Илиев – скулптор
- Пенка Владимирова – художник и дизайнер

## Побратимени села
Село Бяга е побратимено с френското село Сан Триви (Sent Trivie), считано от август 2007 година. Всяко лято групи хора от селата си ходят на гости.

## Други
- Снимки от село Бяга
- Паркът в центъра
- Паметникът на падналите през войните
- Читалище „Никола Вапцаров“